# Crăciun

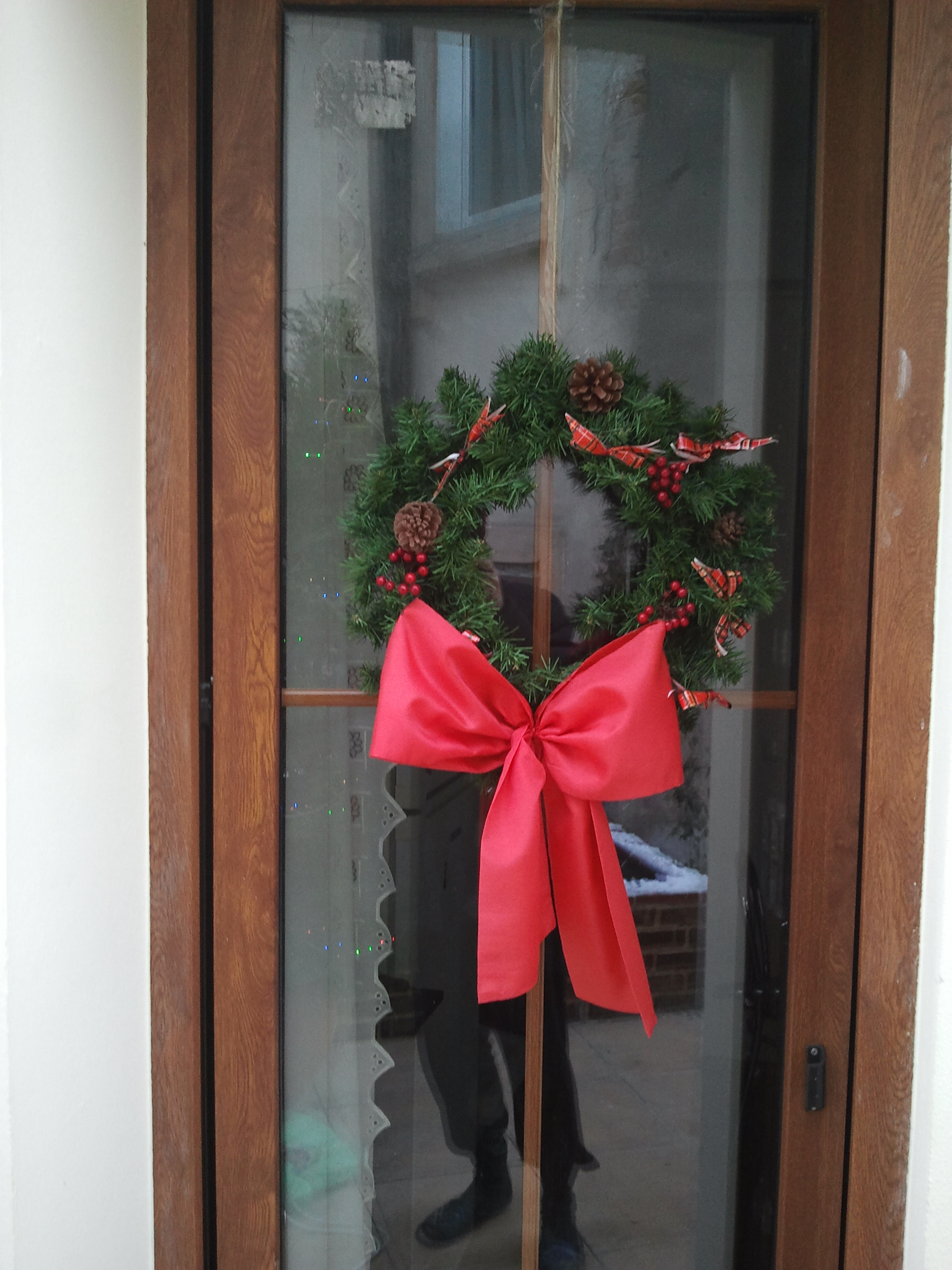
Coroniță de Crăciun din România, la fereastră

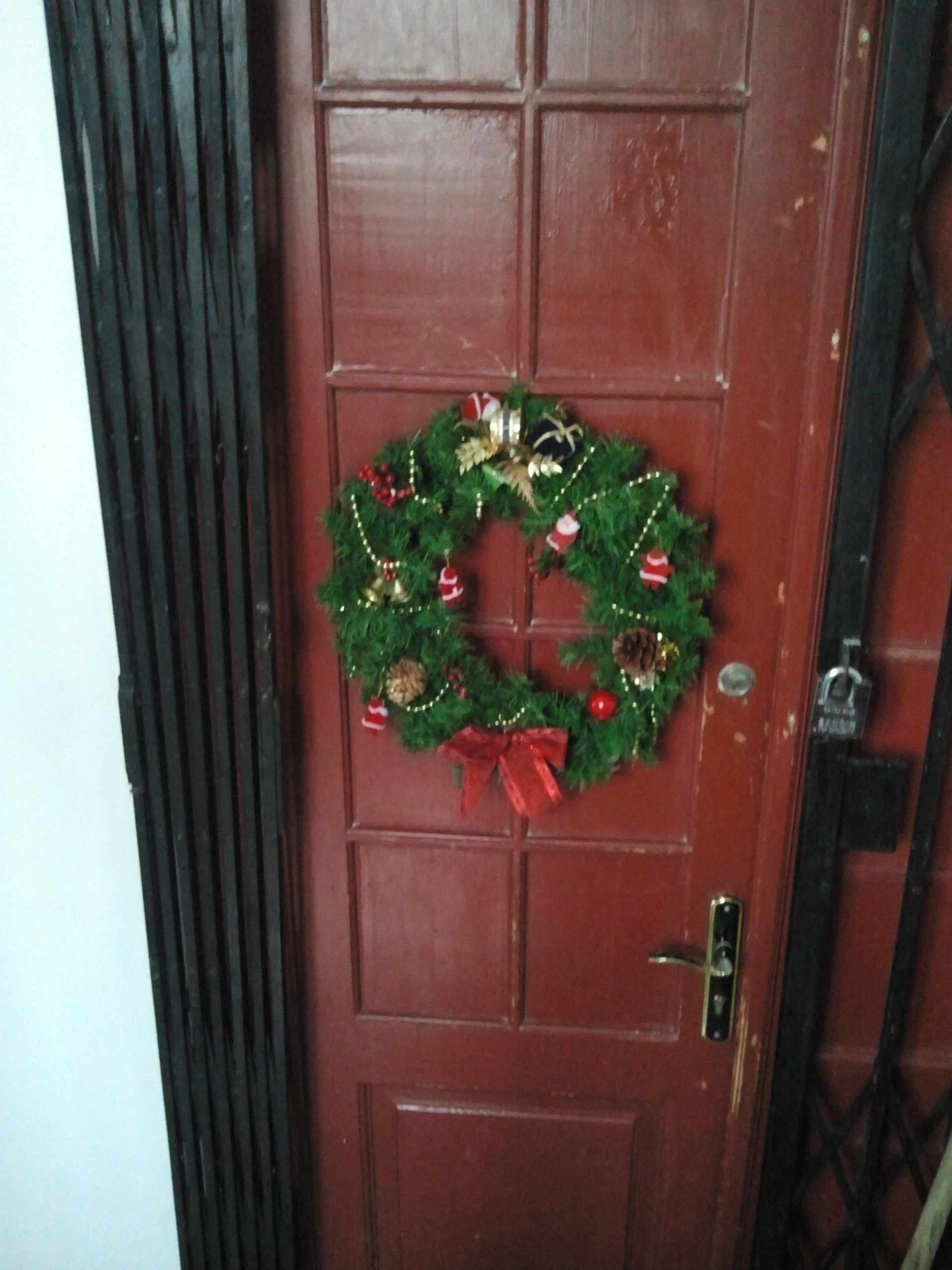
Coroniță de Crăciun din România, pe o ușă

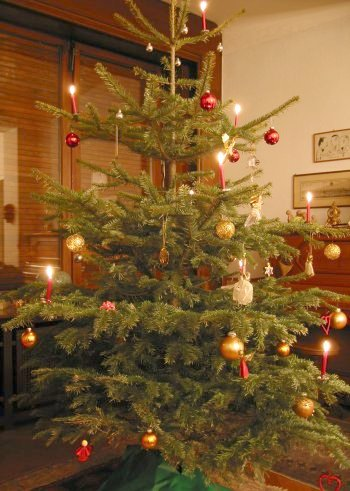
Brad de Crăciun împodobit, într-o locuință

Crăciunul sau Nașterea Domnului se sărbătorește anual în  cinstea nașterii Domnului Iisus Hristos pe data de 25 decembrie. Este o sărbătoare religioasă și culturală importantă pentru milioane de oameni din întreaga lume, una dintre cele mai semnificative sărbători liturgice ale creștinismului, iar tradițiile asociate variază în funcție de confesiune.
În Biserica Ortodoxă, pregătirile pentru Crăciun încep cu Postul Crăciunului, o perioadă de patruzeci de zile de post și rugăciune, în timp ce Biserica Catolică sărbătoresc acest timp prin Advent, o perioadă de patru săptămâni de așteptare spirituală. Crăciunul face parte din cele 12 praznice împărătești ale bisericilor de rit bizantin, având un loc central în calendarul liturgic.
În România, Crăciunul este sărbătorit timp de trei zile, cu ziua de 25 decembrie în prim-plan, urmată de a doua zi de Crăciun, pe 26 decembrie. Este o sărbătoare publică în multe țări, celebrată religios de majoritatea creștinilor și cultural de mulți necreștini, devenind un moment de bucurie care unește familiile și comunitățile într-un spirit autentic de sărbătoare.
Relatările din Noul Testament descriu Nașterea lui Iisus Hristos în Betleem, conform profețiilor mesianice. Iosif și Maria, neputând găsi loc într-un han, au fost găzduiți într-un staul, unde s-a născut Pruncul Sfânt. Îngerii au vestit nașterea păstorilor, care au răspândit vestea cu bucurie.
Stabilirea datei exacte a nașterii lui Iisus a fost îndelung discutată. În secolul al IV-lea, Biserica Creștină a fixat 25 decembrie ca dată oficială, coincizând cu solstițiul de iarnă din Imperiul Roman, la nouă luni după Bunavestire, sărbătorită pe 25 martie, zi ce marchează și echinocțiul de primăvară în calendarul roman. Majoritatea creștinilor, inclusiv cei din România, sărbătoresc Crăciunul conform calendarului gregorian. Totuși, unele Biserici Creștine Răsăritene, care folosesc calendarul iulian, sărbătoresc Crăciunul pe 25 decembrie conform acestuia, corespunzător datei de 7 ianuarie în calendarul gregorian. Pentru creștini, semnificația Crăciunului nu se rezumă la data exactă a nașterii lui Iisus, ci la credința că Dumnezeu s-a întrupat pentru a mântui omenirea prin ispășirea păcatelor.
Obiceiurile de Crăciun în România reflectă o combinație armonioasă de tradiții precreștine, creștine și influențe moderne, seculare. Printre cele mai răspândite obiceiuri se numără oferirea de cadouri, cântatul colindelor – o tradiție profund legată de spiritul sărbătorilor –, participarea la slujbele religioase, pregătirea unei mese festive și decorarea casei cu bradul de Crăciun, luminițe, ghirlande și scene ale Nașterii Domnului. În unele gospodării, în special cele catolice, dar și în mai multe familii ortodoxe sau seculare, sunt prezente elemente precum calendarele de Advent sau coronițele de Advent. Sărbătoarea este marcată și prin schimbul de felicitări, vizionarea unor filme tematice sau participarea la piese de teatru dedicate Nașterii lui Hristos, oferind un prilej de bucurie care reunește familiile și comunitățile într-un spirit autentic și cald.
De asemenea, figuri precum Moș Crăciun și Sfântul Nicolae joacă un rol central în aducerea cadourilor copiilor, fiecare fiind însoțit de propriile tradiții și legende. Crăciunul este totodată o perioadă importantă din punct de vedere economic, având un impact semnificativ asupra vânzărilor și activităților comerciale. În ultimele secole, această sărbătoare a căpătat o relevanță tot mai mare, nu doar în plan religios și cultural, ci și în cel economic.

## Originea termenului
Mulți cercetători (Pericle Papahagi, Vasile Pârvan, Sextil Pușcariu, Theodor Capidan, Nicolae Drăganu), consideră că termenul provine din latinescul calatio cu forma sa de acuzativ calationem. La romani, prin calatio se înțelegea convocarea poporului de către preoții păgâni în fiecare zi de întâi a lunii pentru anunțarea sărbătorilor din luna respectivă, și, prin extindere, sărbătoarea în general, căci cea mai importantă calatio era aceea de la 1 ianuarie. Până către sfârșitul secolului al IV-lea, nașterea lui Hristos se sărbătorea odată cu Boboteaza la 6 ianuarie, când se obișnuia să se facă anunțarea sărbătorilor de peste an (Paști etc.). Și cum celor de curând creștinați din Dacia și din sudul Dunării această anunțare li se părea apropiată de sărbătoarea păgână calatio, au denumit cu acest termen sărbătoarea creștină a nașterii lui Hristos. Datele la care se sărbătorește Crăciunul sunt orientative, pentru că nu se știe data exactă a nașterii lui Iisus.
Alți cercetători (între care Aron și Ovid Densusianu, Al. Rosetti, Al. Graur ș.a.) derivă cuvântul Crăciun din etimonul creatio (cu acuzativul creationem, în latina vulgară creation/creatiun), deci ziua creării sau a facerii lui Isus. Deși s-ar putea obiecta că acesta ar fi o concepție ariană (care socotește că Fiul este o creatură a Tatălui), se poate răspunde că poporul care a creat termenul nu putea cunoaște (și nu se cunoaște nici acum) asemenea subtilități teologice. În reacție la această ambiguitate, elitele bisericești au înlocuit aceste termen popular cu acela de sărbătoarea Născutului (tot de origine latină), așa cum se constată în Evanghelia învățătoare din 1642 și în Cazania lui Varlaam din 1643, pe baza aceluiași termen deci cu care și celelalte limbi neolatine (romanice) – și nu numai – au derivat numele sărbătorii (franceză Noël, portugheză Natal, italiană Natale, spaniolă Navidad, engleză Nativity). 
Alte etimoane latine care au fost propuse de lingviști sunt (in)carnationem (Lexiconul de la Buda), crastinum (Hasdeu 615) și Christi ieiunium (Schuchardt, Literaturblatt VII, 154). Acesta din urmă seamănă cu termenul uzual grecesc Χριστούγεννα (citit Hristúyena) însemnând Nașterea lui Hristos. Termenul apare cu diverse semnificații sau ca nume propriu în mai multe limbi care au fost în contact cu româna: limba bulgară, limba ucraineană, limba sârbă, limba rusă (rusa veche și rusa modernă).
O altă etimologie e legată de denumirea sărbătorii păgâne a slavilor pentru solstițiul de iarnă și anume Korochun (корочун, карачун în rusă), Kračún (în cehă și slovacă). În limba maghiară denumirea Crăciunului este Karácsony. Lexiconul de la Buda susține că termenul ar fi fost preluat pe filieră latină, din (in)carnationem, la fel ca și Crăciun, explicație fără suport științific, cuvântul maghiar provenind aproape sigur tot de la slavi.
Sorin Paliga susține că termenul Crăciun ar fi de origine daco-tracă  legat de sărbătorile focului cu ocazia solstițiului de iarnă. Precum și în albaneză kercu „bucată de lemn”, în italiană Ceppo („Crăciun”, dar și „creangă”/„cracă”) tot așa și în română Crăciun ar însemna „crenguță”/„crăcuță”. Aceasta posibilitate lingvistică este susținută și de obiceiul roman de a pune crenguțe / crăci de copac la casele oamenilor cu ocazia solstițiului de iarnă și a festivităților Sol Invictus.

## Nașterea Domnului
Evanghelia canonică a lui Luca, cât și cea a lui Matei descriu pe Iisus ca fiind născut în Betleem (din Iudeea controlată de romani), din mamă fecioară. În relatarea din Evanghelia după Luca, Iosif și Maria călătoresc de la Nazaret la Betleem pentru recensământ, iar Iisus este născut acolo și pus într-o iesle. Îngeri apar și declară că Iisus este un salvator al întregii omeniri și păstorii vin ca să-l adore. În relatarea lui Matei, cei trei magi urmează o stea până la Betleem pentru a aduce daruri lui Iisus, născut ca regele iudeilor. Regele Irod ordonă masacrul tuturor băieților din Betleem care au mai puțin de doi ani, dar familia lui Iisus fuge la timp în Egipt, iar mai târziu se restabilește în Nazaret.

## Istoria sărbătorii

### Perioada Antichității și Evului Mediu

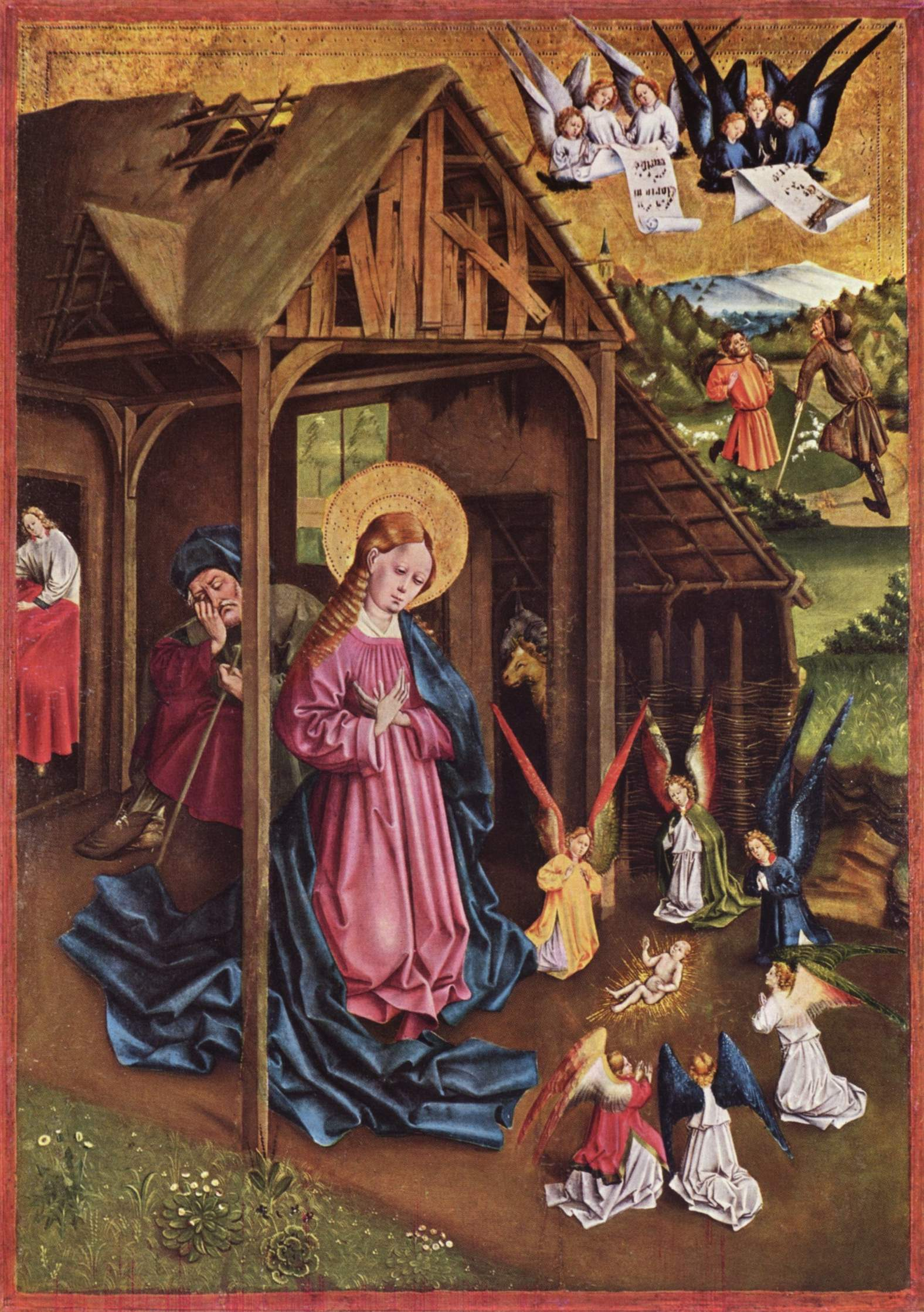
Tablou german de la jumătatea secolului al XV-lea.

În secolul al II-lea, „cele mai vechi documente bisericești” atestă că „creștinii își aminteau și celebrau nașterea Domnului”. Această practică a apărut organic din devoțiunea autentică a credincioșilor, deși „nu existau opinii unanime asupra unei date fixe”. Cel mai vechi document care menționează 25 decembrie ca ziua nașterii lui Iisus este Cronograful din 354 (sau Calendarul lui Filocalus), care stabilește această dată și ca ziua de naștere a lui Sol Invictus („Soarele Neînvins”), un zeu solar venerat în Imperiul Roman. Această paralelă a fost interpretată de unii istorici ca o încercare a creștinilor de a înlocui sărbătorile păgâne cu sărbători creștine.
Deși Crăciunul nu apare în listele sărbătorilor întocmite de primii scriitori creștini, precum Irineu și Tertulian, istorici liturgici susțin că data de 25 decembrie a fost stabilită oficial la Roma, în jurul anului 336 d.Hr. Aceasta este susținută de Papa Iuliu I, episcopul Romei între 337 și 352, care ar fi stabilit-o. Pe de altă parte, Părinți ai Bisericii precum Ioan Gură de Aur, Augustin de Hipona și Ieronim confirmă această dată spre sfârșitul secolului al IV-lea.
În primele secole ale creștinismului, însă, au existat opoziții semnificative față de celebrarea zilelor de naștere, inclusiv a nașterii lui Iisus. Tertulian și Irineu, de exemplu, au respins acest obicei ca fiind o practică păgână. Aceștia preferau să celebreze martirii în ziua morții lor, considerând-o „adevărata naștere”. Această opoziție reflecta o reacție împotriva festivităților păgâne, cum ar fi Saturnaliile romane, care erau caracterizate de excese și petreceri.
Data de 25 decembrie coincide cu solstițiul de iarnă în Imperiul Roman, iar festivalul roman Dies Natalis Solis Invicti (ziua de naștere a lui Sol Invictus) era celebrat încă din anul 274 d.Hr. Alegerea acestei date a fost, probabil, una strategică, creștinii adaptând tradițiile păgâne pentru a face tranziția mai ușoară către sărbătorirea nașterii lui Iisus. Astfel, Biserica timpurie a ales să se conformeze unor festivități deja consacrate, facilitând răspândirea creștinismului printre masele deja familiarizate cu aceste tradiții.
În Imperiul de Răsărit, Crăciunul era sărbătorit inițial împreună cu Epifania pe 6 ianuarie, accentul fiind pus pe [[botezul lui Iisus, simbolizând începutul misiunii Sale divine, mai degrabă decât nașterea Sa. Crăciunul a început să fie sărbătorit separat pe 25 decembrie abia spre sfârșitul secolului al IV-lea, mai întâi la Constantinopol (în 379), apoi la Antiohia (probabil în 388) și în cele din urmă la Alexandria, în secolul următor. Iadgariul georgian, un vechi text liturgic al Bisericii Ortodoxe Georgiene, oferă o dovadă importantă că, în secolul al VI-lea, Crăciunul era sărbătorit și la Ierusalim.
În aceleași vremuri, 25 decembrie era asociat cu nașterea altor zei, cum ar fi Mithra, un zeu persan, al cărui cult prezenta paralele semnificative cu creștinismul, inclusiv nașterea unui zeu salvator din fecioară – o temă comună în multe culturi. În Europa de Nord, triburile germanice sărbătoreau „Yule”, un festival al renașterii soarelui, simbolizând „lumina lumii” – un titlu atribuit și lui Iisus.

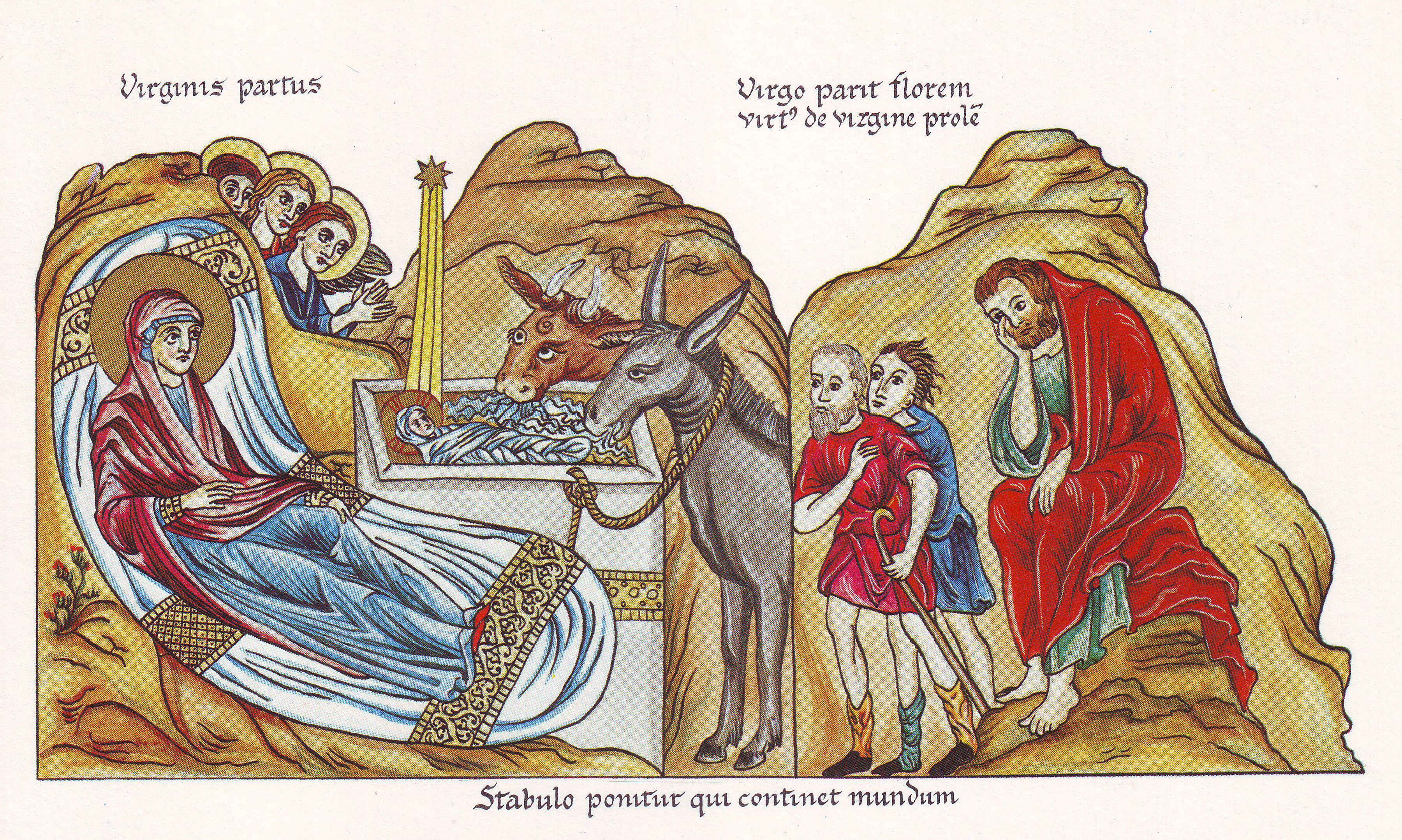
Nașterea Domnului, o ilustrație medievală din „Hortus Deliciarum”, realizată de Herrada de Landsberg în secolul al XII-lea.

În Evul Mediu Timpuri, Ziua Crăciunului era adesea eclipsată de sărbătoarea Epifaniei, care, în creștinismul occidental, celebra vizita magilor. Totuși, calendarul medieval era dominat de sărbători legate de Crăciun, iar cele patruzeci de zile premergătoare Crăciunului – cunoscute sub denumirea de „Postul Crăciunului” sau „Advent” (care începea pe 11 noiembrie, la sărbătoarea Sf. Martin din Tours) – aveau rolul de pregătire spirituală pentru această sărbătoare. În Italia, tradițiile fostei Saturnalii erau strâns legate de Advent. În jurul secolului al XII-lea, aceste tradiții s-au mutat în perioada celor Douăsprezece Zile ale Crăciunului (25 decembrie – 5 ianuarie), cunoscută în calendarele liturgice drept „Perioada Crăciunului” sau „Cele Douăsprezece Zile Sfinte”.

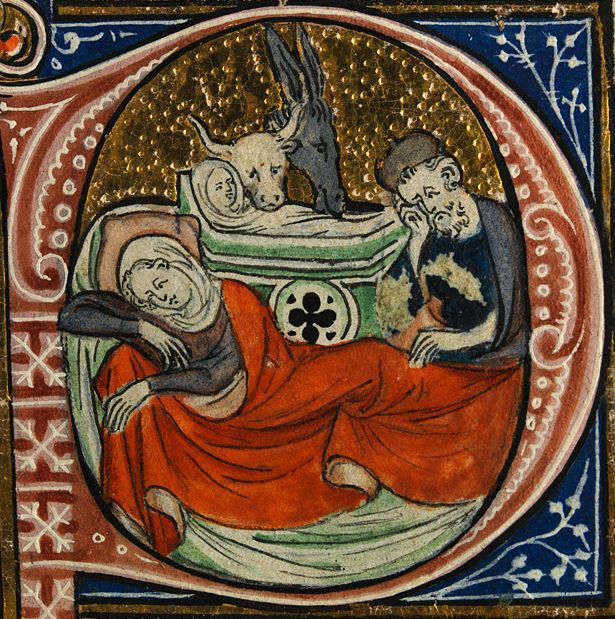
Nașterea Domnului, ilustrată într-un misal din secolul al XIV-lea, o carte liturgică ce reunește textele și muzica necesare pentru celebrarea Liturghiei pe tot parcursul anului.

În anul 567, Sinodul de la Tours a instituit perioada Crăciunului, proclamând „cele douăsprezece zile de la Crăciun până la Epifanie ca o perioadă sacră și festivă” și stabilind postul de Advent ca pregătire pentru sărbătoare. Aceste reglementări aveau scopul de a ajusta calendarul solar iulian la cele lunare din provinciile estice ale Imperiului Roman.
De-a lungul Evului Mediu, Ziua Crăciunului a căpătat un caracter tot mai important. După ce Carol cel Mare a fost încoronat împărat pe 25 decembrie 800, Ziua Crăciunului a devenit un simbol al unității și puterii politice, iar tradiția încoronării monarhilor în această zi, exemplificată de Carol cel Mare și alți regi, a influențat și cultura română.

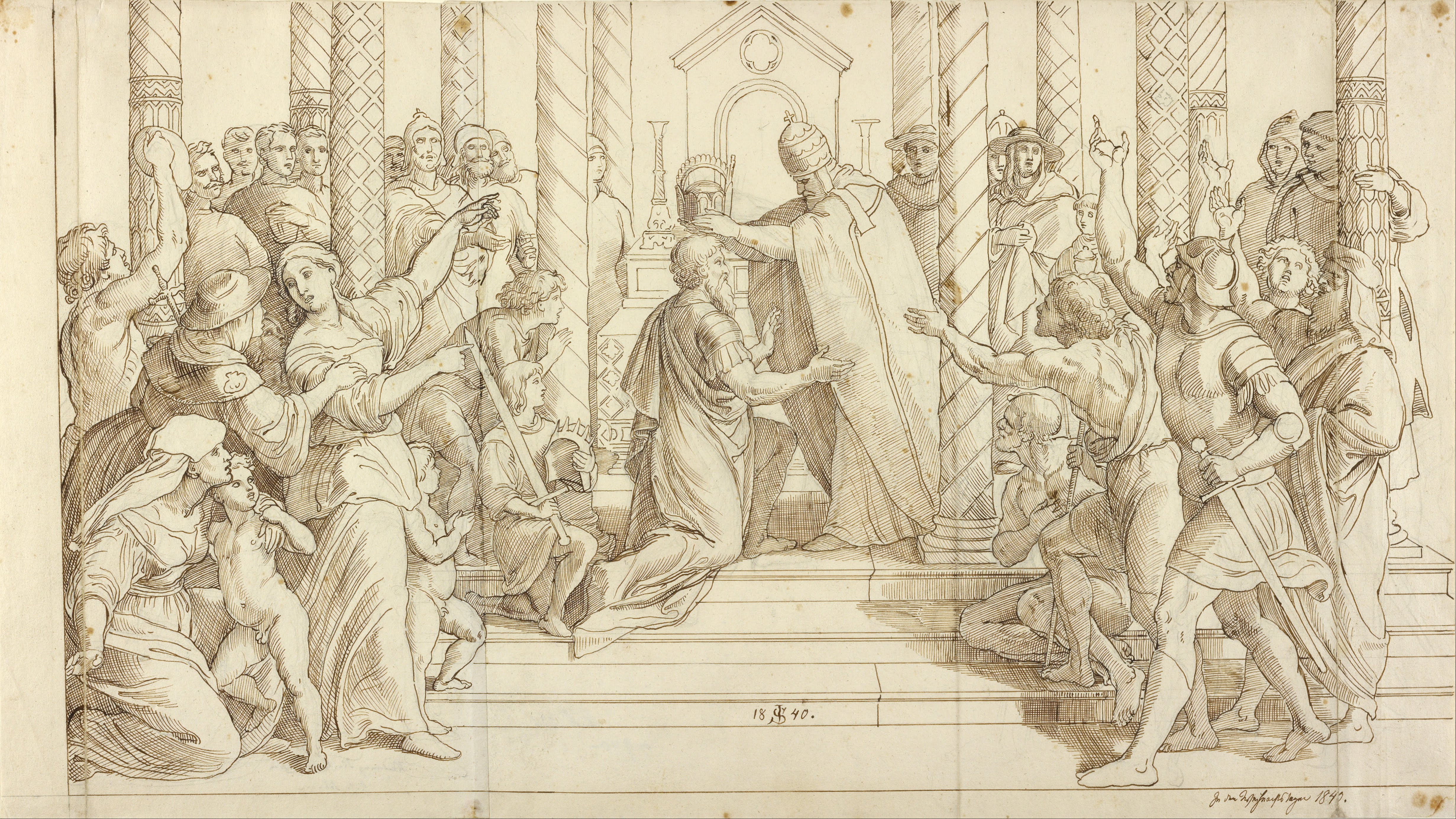
Încoronarea lui Carol cel Mare în ziua de Crăciun din 800 a consolidat importanța și popularitatea acestei sărbători.

Până în Evul Mediu Clasic, Crăciunul devenise o sărbătoare de amploare, iar cronicarii menționau frecvent locațiile festive ale magnaților. În 1377, Regele Richard al II-lea al Angliei a organizat o masă de Crăciun fastuoasă, consumându-se 28 de boi și 300 de oi. Măgarul de Crăciun (Yule boar) era un simbol al meselor de Crăciun, iar colindele cântate de grupuri de dansatori și cântăreți deveneau tot mai populare. În paralel, obiceiurile de beție și jocuri de noroc erau criticate de unii scriitori, care le asociau cu tradițiile Saturnaliilor.
În contextul românesc, influențele medievale au modelat profund percepția Crăciunului și au îmbogățit obiceiurile locale. Tradițiile de Crăciun îmbină armonios religia creștină cu obiceiuri străvechi. Cele patruzeci de zile ale Postului Crăciunului rămân un timp consacrat pregătirii spirituale, iar sărbătorile propriu-zise reprezintă o ocazie de reuniune familială. Colindele, care evocă tradițiile medievale ale sărbătorilor de iarnă, reprezintă o simbioză între obiceiurile populare și cele religioase. Preparatele din carne de porc, precum sarmalele, reflectă continuitatea tradițiilor culinare din Evul Mediu, când carnea de porc era centrală în mesele festive. În același timp, tradiția dăruirii cadourilor în Ajunul Crăciunului (24 decembrie) a fost păstrată și adaptată, preluând influențe din practicile occidentale.
În ceea ce privește influențele reformei protestante, schimbarea figurii aducătorului de daruri, de la Sfântul Nicolae la Pruncul Hristos sau Christkindl, a avut un impact redus asupra tradițiilor ortodoxe românești. Totuși, elemente culturale externe sunt vizibile în anumite obiceiuri festive și în accentul tot mai pronunțat pe reuniunile de familie, care rămân un aspect central al sărbătorii Crăciunului.

### Secolele al XVII-lea și al XVIII-lea

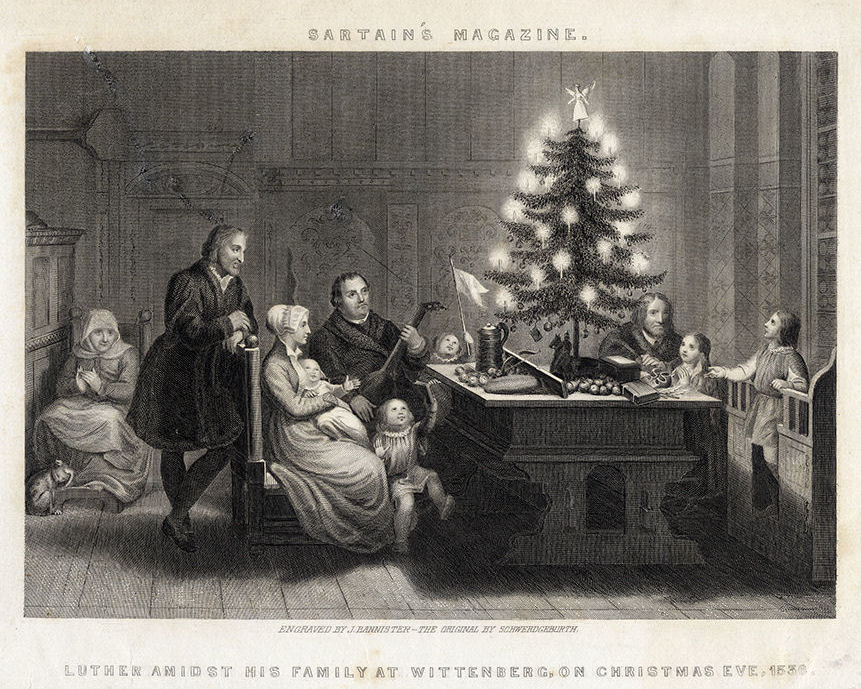
Martin Luther a avut un rol semnificativ în introducerea pomului de Crăciun și în stabilirea tradiției de a oferi cadouri în Ajunul Crăciunului.

După Reforma Protestantă, multe denominațiuni creștine, precum Biserica Luterană și Biserica Anglicană, au continuat să sărbătorească Crăciunul. Martin Luther a contribuit la formarea unei culturi distincte a Crăciunului în Germania, influențând ulterior obiceiurile din America de Nord. În Anglia, Biserica Anglicană susținea sărbătorirea Crăciunului într-un mod mai elaborat, în contrast cu puritanii care o considerau o invenție catolică și un simbol al idolatriei. După victoria parlamentarilor în Războiul Civil Englez, Crăciunul a fost interzis în 1647, ceea ce a dus la revolte în mai multe orașe, inclusiv Canterbury. După restaurarea monarhiei în 1660, regele Carol al II-lea a relegalizat Crăciunul în Anglia.
În Scoția, însă, Crăciunul a rămas interzis până în 1712, în ciuda încercărilor regelui Iacob al VI-lea de a impune sărbătoarea. Influența presbiteriană a dus la abolirea oficială a Crăciunului în 1640, iar populația a continuat să ignore celebrarea acestuia până mult mai târziu.
În coloniile americane, puritanii din Noua Anglie au interzis Crăciunul, iar în Boston, între 1659 și 1681, sărbătoarea a fost complet interzisă. În schimb, coloniștii germani din Pennsylvania, în special moravienii din Bethlehem, au sărbătorit Crăciunul cu entuziasm, introducând tradiții precum pomul de Crăciun și scenele Nativității.
În Franța revoluționară, politicile anticlericale ale Cultului Rațiunii au dus la interzicerea slujbelor religioase de Crăciun și la schimbarea tradițiilor, cum ar fi redenumirea prăjiturii celor trei magi în "prăjitura egalității".
În regiunile românești, sărbătorile de Crăciun erau legate de tradițiile religioase ortodoxe și de folclorul local, reflectând valorile comunitare și obiceiurile populare specifice regiunilor respective, fără a fi influențate semnificativ de conflictele confesionale sau politice din alte părți ale Europei.

### Secolul al XIX-lea

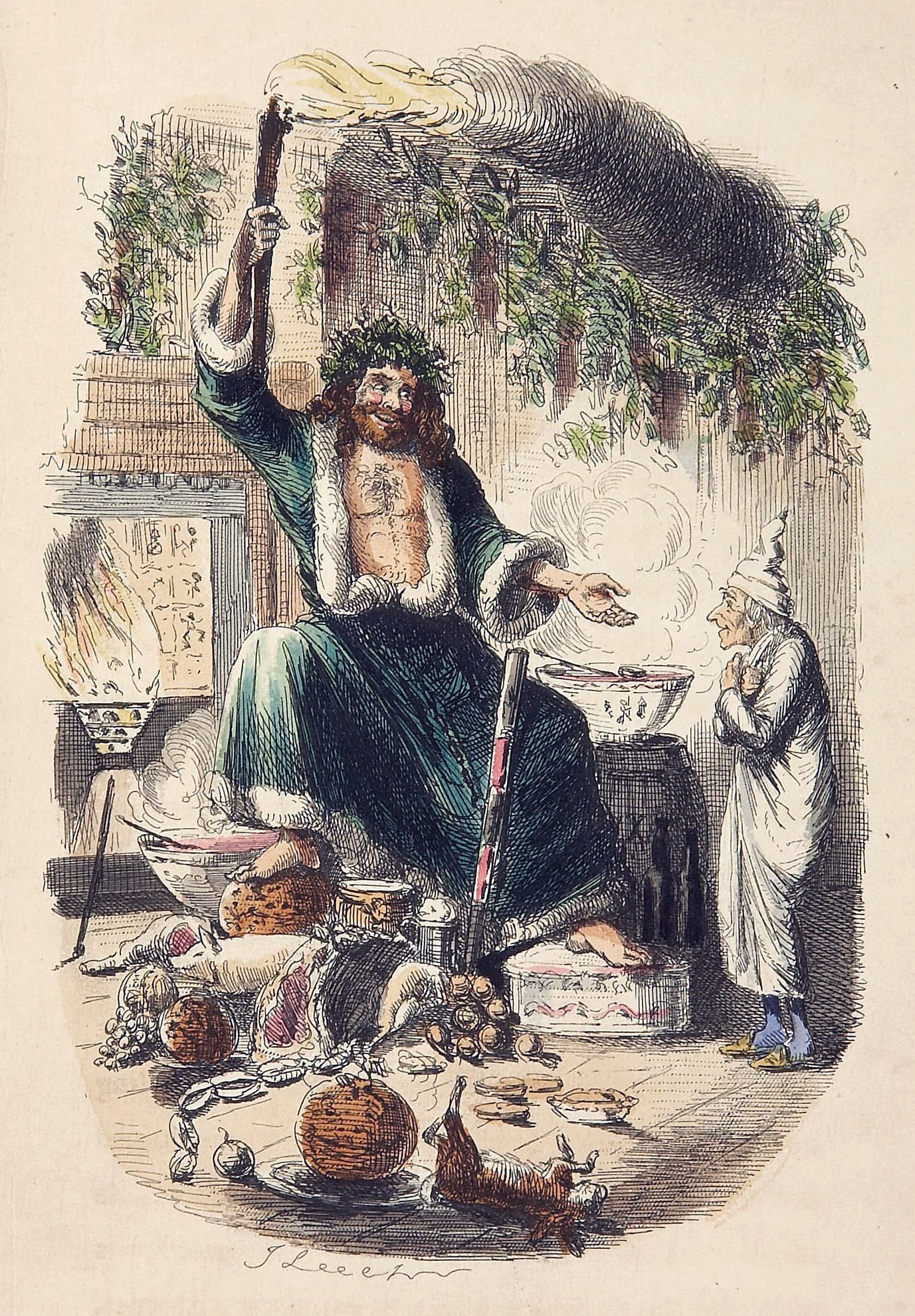
Ebenezer Scrooge și Duhul Crăciunului Prezent. Ilustrație din opera Colind de Crăciun de Charles Dickens, 1843.

La începutul secolului al XIX-lea, festivitățile de Crăciun au început să fie celebrate mai pe larg, influențate de tendințele religioase și culturale din Europa Occidentală. Mișcarea Oxford din Biserica Anglicană, care accentua importanța Crăciunului în creștinism și caritatea față de săraci, a avut ecouri și în Europa Centrală și de Est. În această perioadă, și în țările românești, Crăciunul a căpătat un rol central în viața comunităților, fiind marcat de colinde, slujbe religioase și acte de generozitate față de cei nevoiași.
Scriitori precum Charles Dickens, prin opere ca Colind de Crăciun (1843), au modelat imaginea Crăciunului ca o sărbătoare a familiei, a bunăvoinței și a compasiunii. Povestea sa a contribuit la popularizarea expresiei „Crăciun fericit” și la promovarea reuniunilor familiale, a spiritului de generozitate și a tradițiilor culinare festive. Its instant popularity played a major role in portraying Christmas as a holiday emphasizing family, goodwill, and compassion. Deși influențele directe din literatura engleză au ajuns mai târziu în spațiul românesc, temele de reconciliere socială și solidaritate au rezonat profund cu obiceiurile locale de ajutor reciproc și colindat. Tradițiile românești reflectă un spirit similar, vestind nașterea lui Iisus și promovând unitatea în comunitate.
Introducerea pomului de Crăciun, o tradiție de origine germană, a avut loc în prima jumătate a secolului al XIX-lea în casele familiilor nobile și burgheze din Transilvania, regiune influențată de obiceiurile austro-ungare. După ce regina Victoria și prințul Albert au popularizat tradiția pomului de Crăciun în Marea Britanie în secolul al XIX-lea, aceasta a fost adoptată treptat și în Principatele Unite. Influenta regală europeană și legăturile culturale cu Occidentul au făcut ca pomul decorat cu lumânări, ornamente și daruri să devină un simbol central al sărbătorilor de iarnă în România, mai ales la sfârșitul secolului XIX și începutul secolului XX.

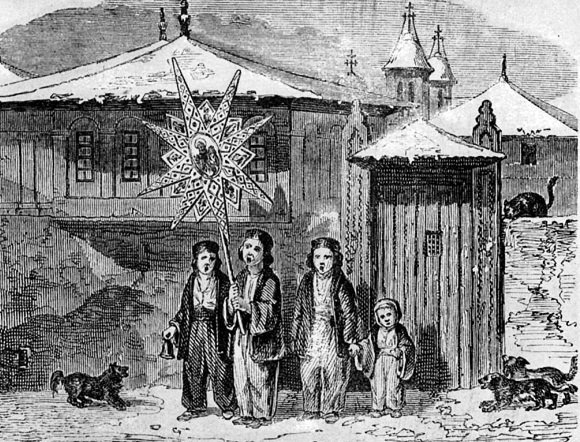
Colindători în București, 1842.

În aceeași perioadă, felicitările de Crăciun au apărut în Anglia, fiind popularizate de Sir Henry Cole în 1843. Acest obicei s-a răspândit rapid în întreaga Europă, iar mai târziu a fost adoptat și în România, adăugând o notă modernă tradițiilor locale. Colindele, însă, au rămas esența Crăciunului românesc. Volume precum Colinde vechi și noi, apărute la mijlocul secolului, au contribuit la păstrarea și transmiterea acestor cântece ritualice, care vestesc nașterea lui Iisus și întăresc legăturile comunitare.
Până la sfârșitul secolului, Crăciunul și-a câștigat statutul de sărbătoare neoficială în toate regiunile României, marcând o perioadă de bucurie, credință și reuniune familială. Influențele internaționale, cum ar fi poveștile lui Dickens, tradițiile legate de pomul de Crăciun, felicitările și decorurile festive, s-au împletit armonios cu colindele, mesele îmbelșugate și obiceiurile locale, pregătind terenul pentru modul în care Crăciunul este celebrat astăzi în România.

### Secolele XX și XXI

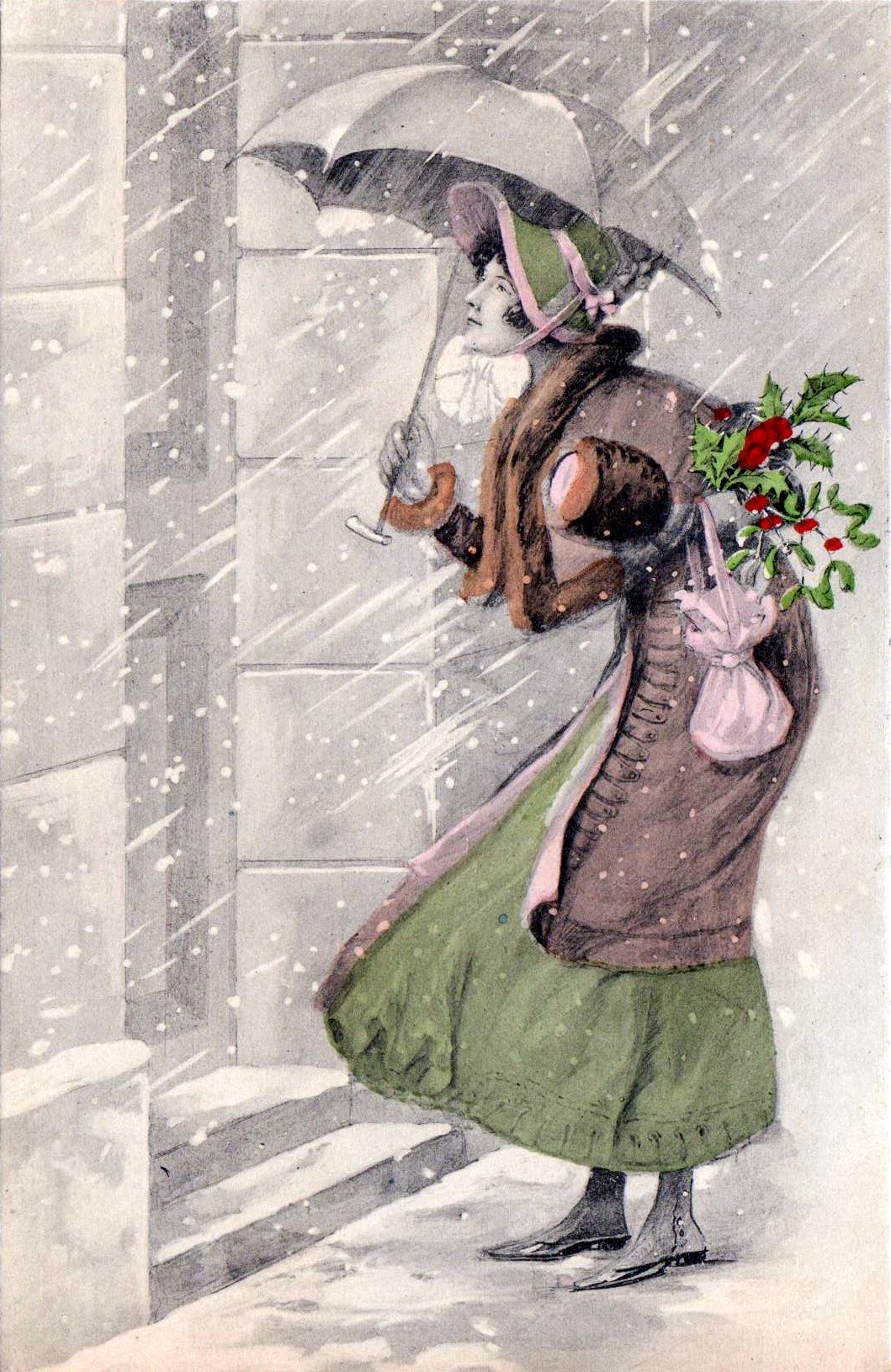
Vizita de Crăciun. Carte poștală, c. 1910.

În timpul Primului Război Mondial și în special (dar nu exclusiv) în 1914, au avut loc o serie de armistiții informale pentru Crăciun între armatele opuse. Aceste armistiții, organizate spontan de soldați, au variat de la promisiuni de a nu trage (strigate de la distanță pentru a reduce presiunea războiului pentru o zi) la socializări prietenoase, schimburi de cadouri și chiar jocuri sportive între inamici. Aceste incidente au devenit o parte binecunoscută și semi-mitologizată a memoriei populare. Ele au fost descrise ca un simbol al umanității comune chiar și în cele mai întunecate situații și sunt folosite pentru a ilustra copiilor valorile Crăciunului.
Sub ateismul de stat al Uniunii Sovietice, după înființarea sa în 1917, sărbătorirea Crăciunului—alături de alte sărbători creștine—a fost interzisă în spațiul public. În anii 1920, 1930 și 1940, Liga Ateistilor Militanti a încurajat elevii să militeze împotriva tradițiilor de Crăciun, cum ar fi pomul de Crăciun, dar și împotriva altor sărbători creștine, inclusiv Paștele; Liga a stabilit o sărbătoare antireligioasă pe data de 31 a fiecărei luni ca înlocuitor. În apogeul acestei persecuții, în 1929, de Crăciun, copiii din Moscova au fost încurajați să scuipe pe crucifixuri ca protest împotriva sărbătorii. În schimb, importanța sărbătorii și toate elementele asociate, cum ar fi pomul de Crăciun și schimbul de cadouri, au fost transferate către Anul Nou. Abia după dizolvarea Uniunii Sovietice în 1991, persecuția a luat sfârșit, iar Crăciunul ortodox a redevenit o sărbătoare de stat pentru prima dată în Rusia după șapte decenii.

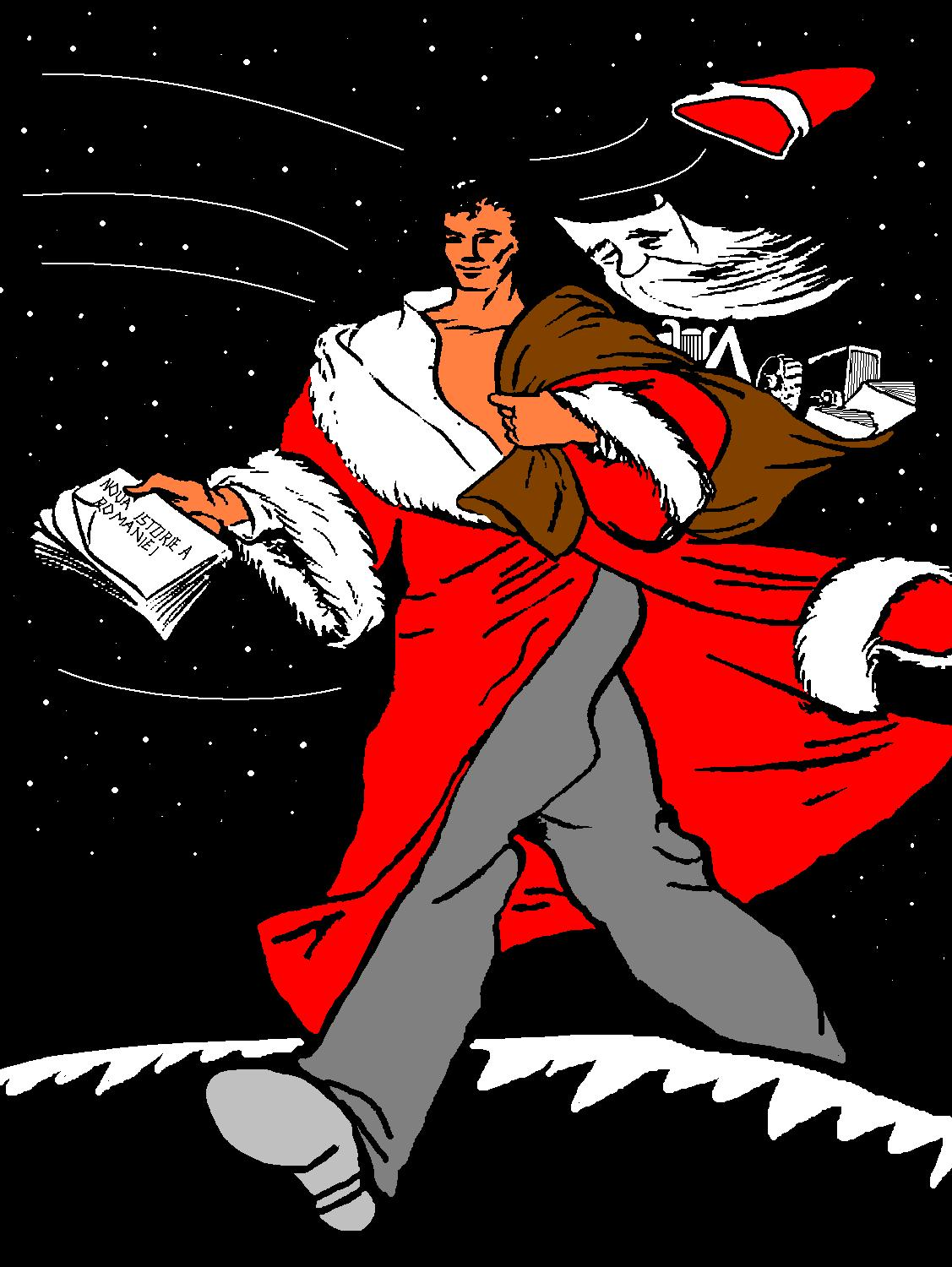
Moș Gerilă în propaganda comunistă din Republica Socialistă România.

În România, perioada regimului comunist a adus o marginalizare similară a sărbătorii Crăciunului, aceasta fiind înlocuită oficial de festivitățile de Anul Nou și de figura lui Moș Gerilă. Cu toate acestea, tradițiile au supraviețuit în familiile românești, iar Crăciunul a rămas un simbol al credinței și al identității culturale. După 1989, odată cu căderea regimului comunist, Crăciunul a redevenit o sărbătoare publică și un moment de celebrare a valorilor naționale și religioase.
Profesorul de istorie europeană Joseph Perry a scris că, similar, în Germania nazistă, „deoarece ideologii naziști vedeau religia organizată ca pe un inamic al statului totalitar, propagandiștii au căutat să reducă importanța—sau să elimine complet—aspectele creștine ale sărbătorii” și că „Propagandiștii promovau neobosit numeroase cântece de Crăciun nazificate, care înlocuiau temele creștine cu ideologiile rasiale ale regimului.”
Pe măsură ce sărbătorile de Crăciun au început să se răspândească la nivel global, inclusiv în afara culturilor tradiționale creștine, mai multe țări majoritar musulmane au început să interzică celebrarea Crăciunului, susținând că aceasta subminează Islamul.  În 2023, sărbătorile publice de Crăciun au fost anulate la Betleem, orașul asociat cu nașterea lui Isus. Liderii palestinieni ai diferitelor denominațiuni creștine au citat războiul între Israel și Hamas ca motiv pentru decizia unanimă de a anula sărbătorile.

## Alegerea datei de 25 decembrie
O teorie pentru a explica alegerea datei de 25 decembrie pentru celebrarea nașterii lui Iisus este creștinarea festivalului păgân de la Roma Dies Natalis Solis Invicti, care înseamnă "ziua de naștere a Soarelui Necucerit", un festival inaugurat de împăratul roman Aurelian (270-275), pentru a sărbători zeul soare și a sărbători solstițiul de iarnă, de la 25 decembrie. Conform acestei teorii, în timpul domniei împăratului Constantin, scriitorii creștini au asimilat această sărbătoare ca ziua de naștere a lui Isus, asociind-o cu "Soarele neprihănirii" menționat în Maleahi 4:2 (Sol Iustitiae).
O expresie explicită a acestei teorii apare într-o adnotare a datei incerte adăugată unui manuscris a unei lucrări a episcopului sirian, din sec. al XII-lea, Jacob Bar-Salibi. Scribul care a adăugat adnotarea a scris: "Era un obicei al păgânilor de a sărbători în aceeași zi de 25 decembrie nașterea Soarelui, când se aprindeau lumini în semn de sărbătoare. La aceste solemnități și chefuri luau parte și creștinii. În consecință, când experții bisericii și-au dat seama că creștinii aveau o înclinație pentru acest festival, s-au sfătuit și au făcut în așa fel încât adevărata Naștere a Domnului să fie celebrată în acea zi." Această idee a devenit populară mai ales în secolele 18 și 19.

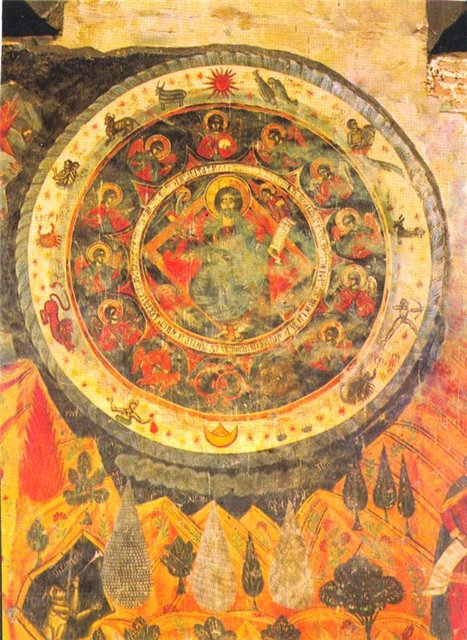
O frescă din secolul 17 din Catedrala Svetitskhoveli în Georgia, reprezentând pe Isus într-un cerc de îngeri și un cerc exterior cu Zodiacul și un al treisprezecelea semn.

În hotărârea pronunțată de Comisia Liturgică a Bisericii Angliei, acest punct de vedere a fost contestat pe baza unei vechi tradiții, potrivit căreia data de Crăciun a fost stabilit la nouă luni de la data de 25 martie, data echinocțiului de primăvară, când este sărbătorită Buna Vestire. Acest punct de vedere alternativ este considerat a fi academic "o ipoteză viabilă corectă", deși nesigură. Data din calendarul evreiesc de 14 Nisan a fost considerată a fi cea a creației, precum și a Exodului și deci a Paștelui, iar creștinii au considerat că noua creație, atât moartea lui Isus cât și începutul vieții sale umane, a avut loc pe aceeași dată, pe care unii o consideră 25 martie în calendarul iulian. A fost o credință tradițională evreiască conform căreia oamenii mari trăiesc un număr întreg de ani, fără fracțiuni de an, astfel că Isus a fost considerat a fi fost conceput la 25 martie, și că a murit tot pe 25 martie, dată care a fost calculată pentru a coincide cu 14 Nisan. Sextus Julius Africanul (c. 160 – c. 240) a dat 25 martie ca zi a creației și a concepției lui Isus. În lucrarea sa Adversus Haereses, Irineu (c. 130-202) a identificat concepția lui Iisus la 25 martie și a legat-o de răstignire la momentul echinocțiului, cu nașterea lui Isus la nouă luni de la data de 25 decembrie, la momentul solstițiului. O lucrare anonimă cunoscută sub numele de De Pascha Computus (243) a legat ideea că creația a început la echinocțiul de primăvară, la 25 martie, cu concepția sau nașterea (cuvântul nascor însemna ambele) a lui Isus, la 28 martie, ziua creării soarelui în istorisirile Genezei. Un traducător spune: "O providență splendidă și divină a Domnului, că în acea zi, chiar în ziua în care a fost făcut soarele, 28 martie, o zi de miercuri, Hristos să se fi născut. Din acest motiv Maleahi proorocul, vorbind despre el poporului, a declarat, 'Vouă vă va răsări soarele dreptății, și vindecarea este sub aripile Lui.'" Tratatul De solstitia et aequinoctia conceptionis et nativitatis Domini nostri Iesu Christi et Iohannis Baptistae atribuit în mod fals lui Ioan Gură-de-Aur susține de asemenea că Iisus a fost conceput și răstignit în aceeași zi a anului și a calculat această dată ca fiind 25 martie. Acest tratat anonim afirmă, de asemenea: "Dar Domnul nostru, de asemenea, este născut în luna decembrie... opt zile înainte de calendele din ianuarie [25 decembrie]..., Dar ei o numesc 'ziua de naștere a necuceritului'. Cine într-adevăr este atât de necucerit ca Domnul nostru...? Sau, dacă se spune că este ziua de naștere a Soarelui, El este Soarele Justiției."[8] Un pasaj din Comentariu la profetul Daniel de Ipolit al Romei, scrisă la circa 204, a făcut de asemenea apel la acest tratat anonim.
În ceea ce privește sărbătoarea religioasă a soarelui ca zeu (Sol) din decembrie, spre deosebire de sărbătoarea solstițiului de (re)naștere a soarelui astronomic, un savant a comentat că, "în timp ce solstițiul de iarnă în sau în jur de 25 decembrie a fost bine stabilit în calendarul roman imperial, nu există nicio dovadă că o sărbătoare religioasă a soarelui în acea zi ar fi antedatat celebrarea Crăciunului". "Thomas Talley a arătat că, deși împăratul Aurelian a dedicat un templu pentru zeul soarelui în Martius Campus (circa 274) care se serba probabil de "ziua de naștere a Invincibilului Soare" pe 25 decembrie, cultul soarelui, la Roma păgână, ironic nu celebra solstițiul de iarnă, și nici oricare dintre celelalte zile speciale, cum ar fi fost de așteptat." Ghidul Oxford privind gândirea creștină remarcă incertitudinea cu privire la ordinea sărbătorilor religioase de ziua de naștere a Necuceritului Soare și ziua de naștere a lui Iisus, afirmând că ipoteza că 25 din decembrie a fost aleasă pentru a celebra nașterea lui Iisus se bazează pe convingerea că concepția sa a avut loc la 25 martie, "potențial stabilindu-se 25 decembrie ca un festival creștin înainte de decretul lui Aurelian, care, atunci când a fost promulgat, a devenit pentru sărbătoarea creștină atât o oportunitate, cât și o provocare".
Cronografia din 354, o anluminură compilată din Roma, este o trimitere timpurie la data Nașterii Domnului din decembrie 25. În Răsărit, primii creștini au sărbătorit nașterea lui Hristos, ca parte a Bobotezei (6 ianuarie), deși acest festival sublinia celebrarea botezului lui Isus.
Crăciunul a fost promovat în Orientul creștin ca parte a renașterii catolicismului după moartea pro-arianului împăratul Valens, în Bătălia de la Adrianopol din 378. Sărbătoarea a fost introdusă la Constantinopol în 379, și în Antiohia în aproximativ 380. Sărbătoarea a dispărut după ce Grigorie din Nazianz a demisionat ca episcop în 381, deși a fost reintrodusă de Ioan Gură-de-Aur în aproximativ anul 400.
O enciclopedie spune: „Sărbătorirea Crăciunului nu este stabilită de Dumnezeu și nici nu-și are originea în N[oul] T[estament]. Nimic din N[oul] T[estament], și cu atât mai puțin din vreo altă sursă, nu ne permite să stabilim cu certitudine ziua nașterii lui Hristos“. — Cyclopædia, de M’Clintock și Strong (New York, 1871), vol. II, p. 276.
Conform cu Evanghelia lui Luca 2:8–11, păstorii stăteau noaptea pe câmp când s-a născut Isus. O carte afirmă: „Turmele... erau ținute iarna în adăposturi; chiar și numai de aici se poate vedea că data tradițională a Crăciunului, stabilită să fie iarna, este puțin probabil să fie corectă, întrucât Evanghelia afirmă că păstorii se aflau pe câmp“. — Daily Life in the Time of Jesus, de Henri Daniel-Rops (New York, 1962), p. 228.
Iată ce se spune într-o enciclopedie: „Motivul pentru care sărbătoarea Crăciunului se ține la 25 decembrie este destul de obscur, dar în general se crede că această zi a fost aleasă ca să coincidă cu sărbătorile păgâne care se țineau în preajma solstițiului de iarnă, când zilele încep să crească, pentru a se celebra «renașterea soarelui». ... Saturnaliile romane (o sărbătoare dedicată lui Saturn, zeul agriculturii, și forței reînnoite a soarelui) se țineau tot în acea perioadă și se consideră că unele obiceiuri de Crăciun își au rădăcinile în această sărbătoare păgână antică“. — The Encyclopedia Americana (1977), vol. VI, p. 666.
O altă lucrare declară: „Data nașterii lui Hristos nu se cunoaște. Evangheliile nu indică nici ziua, nici luna ... Potrivit ipotezei lui H. Usener . . ., care este acceptată în prezent de cei mai mulți erudiți, data nașterii lui Hristos a fost fixată la solstițiul de iarnă (25 decembrie în calendarul iulian, 6 ianuarie în cel egiptean), pentru că în această zi, în care soarele își începe drumul înapoi spre cerul nordic, închinătorii păgâni ai lui Mithra celebrau dies natalis Solis Invicti (ziua nașterii soarelui invincibil). La 25 decembrie 274, Aurelian a proclamat zeul-soare drept principalul zeu protector al imperiului și i-a dedicat un templu în Campus Martius. Crăciunul a luat ființă într-un timp când cultul soarelui era deosebit de înfloritor la Roma“. — New Catholic Encyclopedia (1967), vol. III, p. 656.

## Pomul de Crăciun
Obiceiul împodobirii bradului de Crăciun îsi trage originile de la popoarele germanice. Tradiția s-a răspândit în restul Europei și apoi în toata lumea după Primul Război Mondial. Între podoabele bradului bomboanele de pom, globurile și ghirlandele au devenit clasice.   

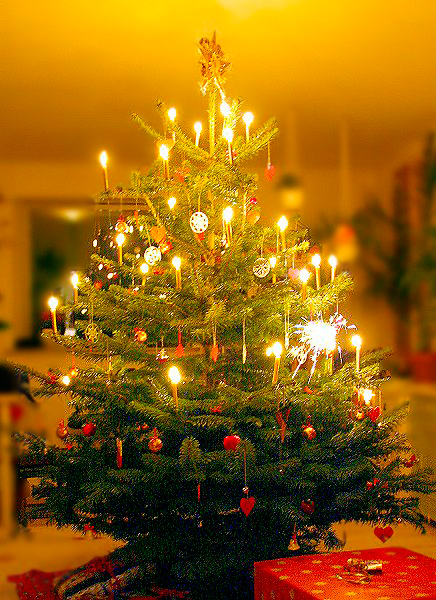
Pom de Crăciun împodobit

## Moș Crăciun
(în engleză: Santa Claus) care și-a făcut apariția în secolul I. Pe atunci el era imbracat in verde. El împarte cadouri tuturor copiilor în noaptea de Crăciun (de 24 spre 25 decembrie). Santa Claus este anglicizarea lui Sinterklaas care înseamnă Sfântul Nicolae în limba olandeză. Se pare că termenul Santa Claus a apărut în SUA prin contactul imigranților olandezi cu alte populații americane. Olandezii cultivați sunt conștienți că Sinterklaas e sărbătoarea neaoșă, iar Crăciunul este sărbătoare de import. Protestanții conservatori din Olanda nu introduc brad în casă de Crăciun, fiind considerat obicei catolic de origine păgână.
Conform unei legende, tradiția cadourilor în noaptea de 24 decembrie spre 25 decembrie ar proveni de la Martin Luther care ar fi propagat din anul 1535 aceasta datină numită Christkindl (copilașul Hristos) ca o alternativă a obiceiului catolic Nikolaustag (ziua lui Nicolae) de pe 6 decembrie. Multă vreme în familiile catolice a fost menținută mai departe tradiția cadourilor de Nikolaus. Scopul lui Martin Luther ar fi fost să trezească interesul copiilor pentru Hristos și să-i îndepărteze astfel de datina catolică a cadourilor de Nikolaus, ea fiind un mod de venerație a catolicilor pentru sfinți, lucru interzis protestanților. Conform unei alte legende, Luther ar fi fost profund impresionat de cerul înstelat, lucru pe care nu l-a putut reproduce în cuvinte pentru familia sa, așa că a tăiat un brad, l-a pus în casă și a pus lumânări în el și le-a aprins. Conform legendei, aceasta ar fi originea bradului de crăciun.

## Crăciunul în tradiția românească
Pe teritoriul românesc, Crăciunul este una dintre cele mai importante sărbători creștine.

### Credință și legende populare privitoare la originea termenului
În folclor se spune că Fecioara Maria, când trebuia să nască pe fiul lui Dumnezeu, umbla, însoțită de dreptul Iosif, din casă în casă, rugându-i pe oameni să-i ofere adăpost pentru a naște. Ajunge la casa unor bătrâni, Crăciun și Crăciunoaia, însă nici aceștia nu o primesc, spre a nu le spurca locul prin nașterea unui prunc zămislit din greșeală. Nemaiputând merge, Maria a intrat în ieslea vitelor, unde au apucat-o durerile nașterii. Crăciunoaia, auzind-o, și știind ce înseamnă o naștere de copil, i s-a făcut milă de dânsa și s-a dus la ea, îndeplinind rolul de moașă. Crăciun, când a aflat, s-a supărat și i-a tăiat babei mâinile; apoi, înspăimântat de tot ce s-a întâmplat, a plecat de acasă. Crăciunoaia a umplut, cum a putut, un ceaun cu apă, l-a încălzit, și l-a dus să scalde copilul. Maria i-a zis să încerce apa, și când a băgat cioturile mâinilor, acestea au crescut la loc, mai frumoase decât erau înainte; de la această minune se crede că moașele au mâini binecuvântate. În altă variantă a poveștii, Maria suflă peste mâinile Crăciunoaiei și acestea cresc la loc.

### Colindele de Crăciun
Sărbătoarea Crăciunului este anunțată prin obiceiul copiilor de a merge cu colindul și cu Steaua, pentru a vesti Nașterea Mântuitorului. De asemenea, o veche tradiție este „mersul cu icoana”, un fel de colindat care se face de către preoții comunității locale cu icoana Nașterii Domnului, binecuvântându-se casele și creștinii. Colindele de iarnă sunt texte rituale cântate, închinate Crăciunului și Anului Nou. Originea lor se pierde în vechimile istoriei poporului român. Evocând momentul când, la nașterea lui Iisus, s-a ivit pe cer steaua care i-a călăuzit pe cei trei regi magi la locul nașterii, copiii – câte trei, precum cei trei magi – merg din casă în casă cântând colindul „Steaua sus răsare...”, purtând cu ei o stea. Ajunul Crăciunului începe cu colindul „Bună dimineața la Moș Ajun!”, casele frumos împodobite își primesc colindătorii. Aceștia sunt răsplătiți de gazde cu fructe, covrigi, dulciuri și chiar bani. Unele cântece de colindat au fost realizate de compozitori de muzică cultă, cum ar fi: „Iată vin colindătorii” de Tiberiu Brediceanu, „O, ce veste minunată” de D.G. Kiriac, „Domnuleț și Domn în cer” de Gheorghe Cucu. Scriitorul Ion Creangă descrie în „Amintiri din copilărie” aventurile mersului cu colindele.
Totuși, după o citire mai aprofundată a Evangheliilor, aflăm că vizitatorii care veniseră cu daruri la Isus, nu erau regi, ci astrologi (numiți pe atunci magi sau vrăjitori) veniți din Est, probabil din zona Babilonului, controlat de parți. Încă un aspect ineresant este faptul că nu e menționat nicăieri numărul astrologilor și numărul darurilor, ci doar tipul darurilor: aur, tămâie albă și smirnă.
Colindele, precum și obiceiurile colindelor sunt prezente și la alte popoare, și s-ar putea ca ele să dateze din timpul romanizării. De pildă, colinda românească „Scoală, gazdă, din pătuț” există și la valoni, unde aceasta e cea mai răspândită, sub numele de „Dji vén cwerî m'cougnou d'Noyé”.

### Obiceiurile culinare
Timp de 40 de zile înainte de sărbători, creștinii respectă Postul Crăciunului, care se încheie în ziua de Crăciun după liturghie. Tăierea porcului în ziua de Ignat (la 20 decembrie) este un moment important ce anticipează Crăciunul. Pregătirea mâncărurilor capătă dimensiunile unui ritual străvechi: cârnații, chișca, toba, răciturile, sarmalele, caltaboșul și nelipsitul cozonac vor trona pe masa de Crăciun.

## Crăciunul pe tot parcursul secolului al XXI-lea
| duminică                                                                           | luni                                                                         | marți                                                                                    | miercuri                                                                           | joi                                                                                      | vineri                                                                             | sâmbătă                                                                                  |
| ---------------------------------------------------------------------------------- | ---------------------------------------------------------------------------- | ---------------------------------------------------------------------------------------- | ---------------------------------------------------------------------------------- | ---------------------------------------------------------------------------------------- | ---------------------------------------------------------------------------------- | ---------------------------------------------------------------------------------------- |
| 2005, 2011, 2016, 2022, 2033, 2039, 2044, 2050, 2061, 2067, 2072, 2078, 2089, 2095 | 2006, 2017, 2023, 2028, 2034, 2045, 2051, 2056, 2062, 2073, 2079, 2084, 2090 | 2001, 2007, 2012, 2018, 2029, 2035, 2040, 2046, 2057, 2063, 2068, 2074, 2085, 2091, 2096 | 2002, 2013, 2019, 2024, 2030, 2041, 2047, 2052, 2058, 2069, 2075, 2080, 2086, 2097 | 2003, 2008, 2014, 2025, 2031, 2036, 2042, 2053, 2059, 2064, 2070, 2081, 2087, 2092, 2098 | 2009, 2015, 2020, 2026, 2037, 2043, 2048, 2054, 2065, 2071, 2076, 2082, 2093, 2099 | 2004, 2010, 2021, 2027, 2032, 2038, 2049, 2055, 2060, 2066, 2077, 2083, 2088, 2094, 2100 |

## Imagini specifice Crăciunului

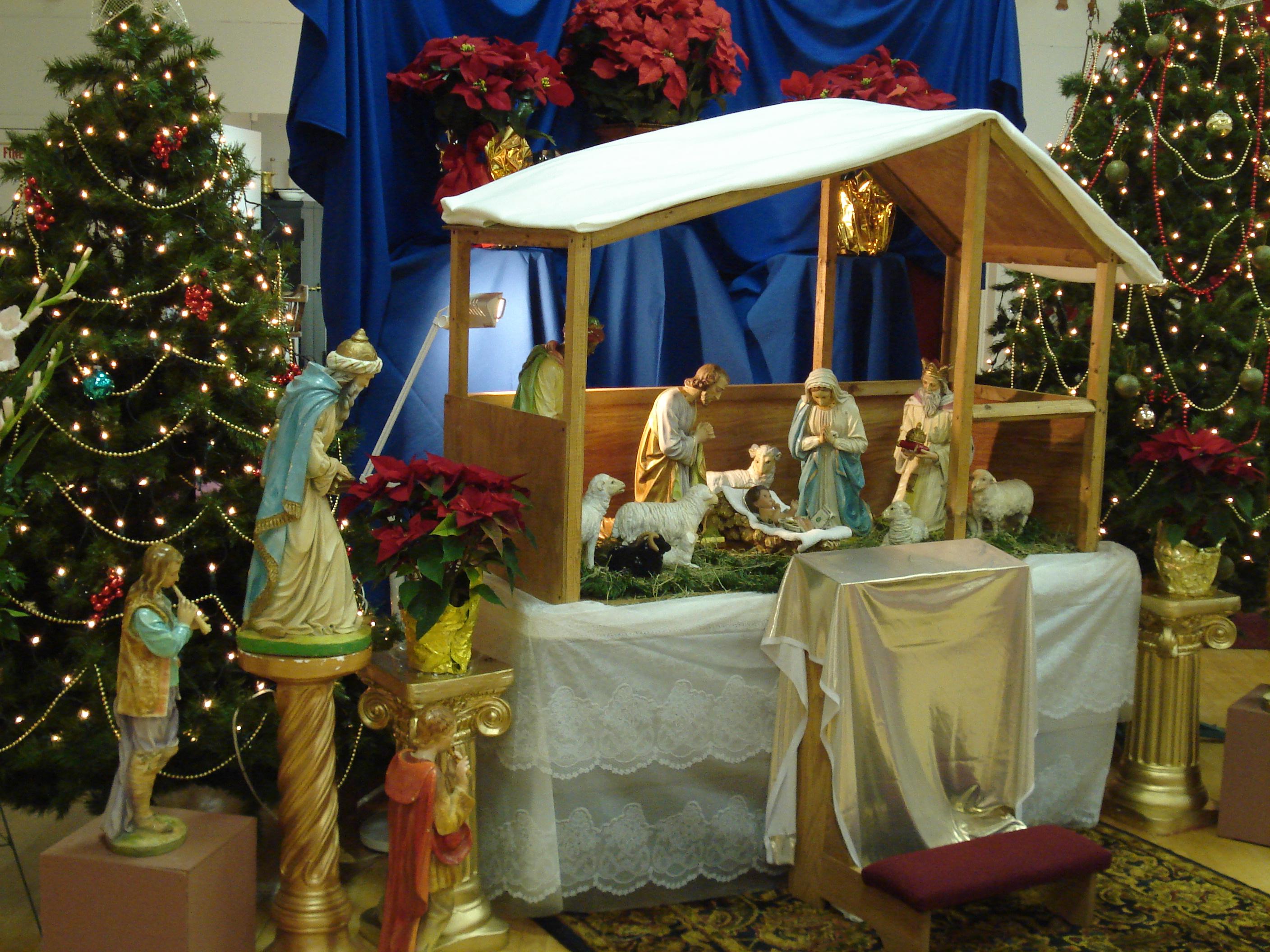
Decorațiuni de Crăciun – Ieslea
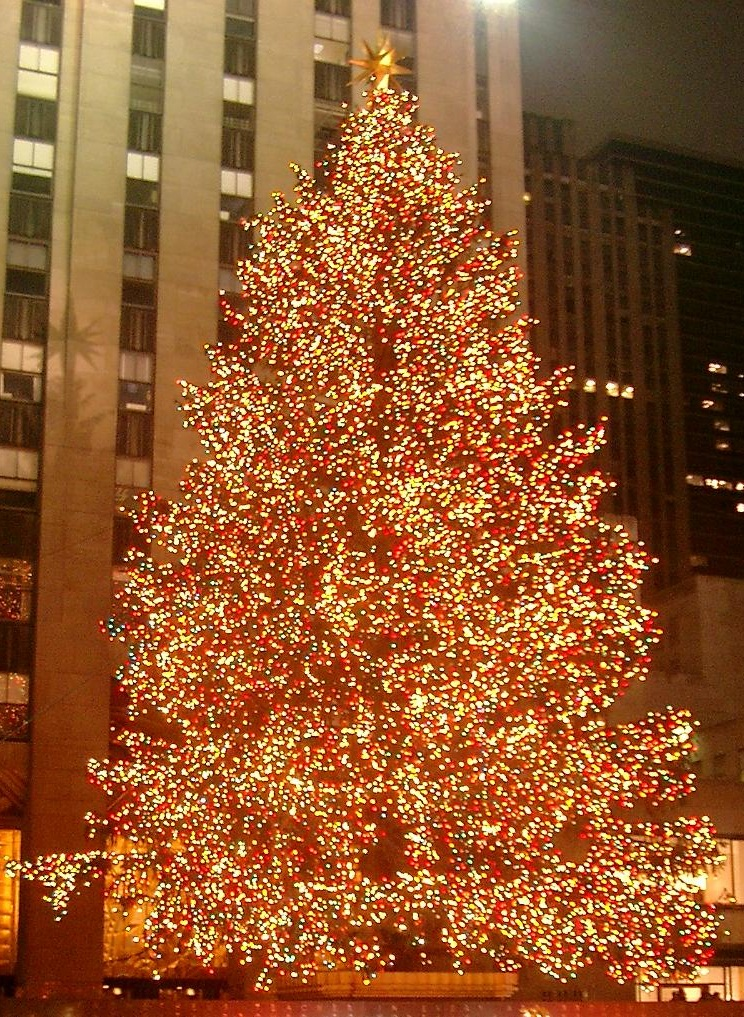
Un pom de Crăciun la baza clădirii Rockefeller Center din orașul New York (SUA)
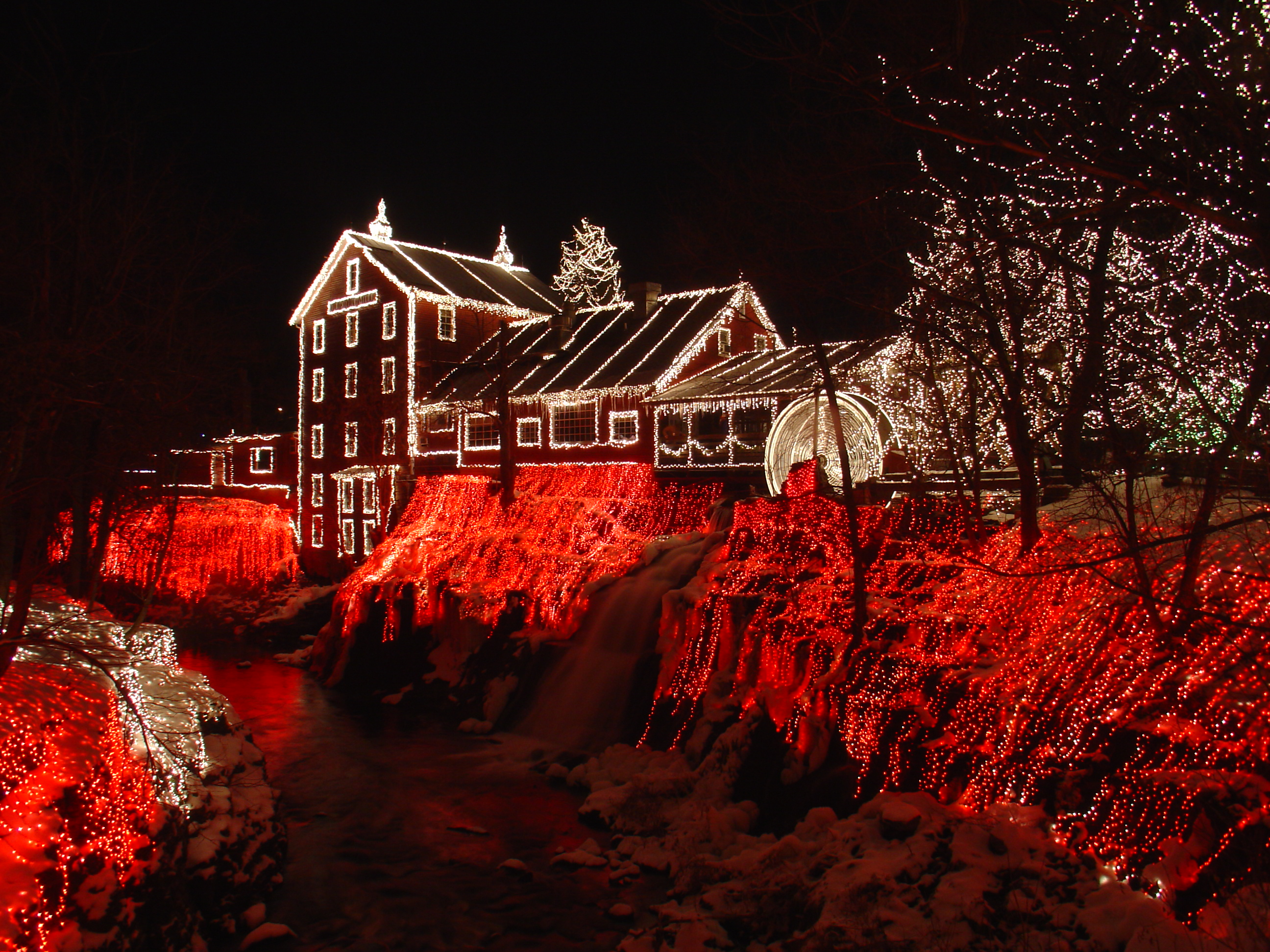
Un magazin de Crăciun în restaurantul Clifton Mill din statul Ohio (SUA)
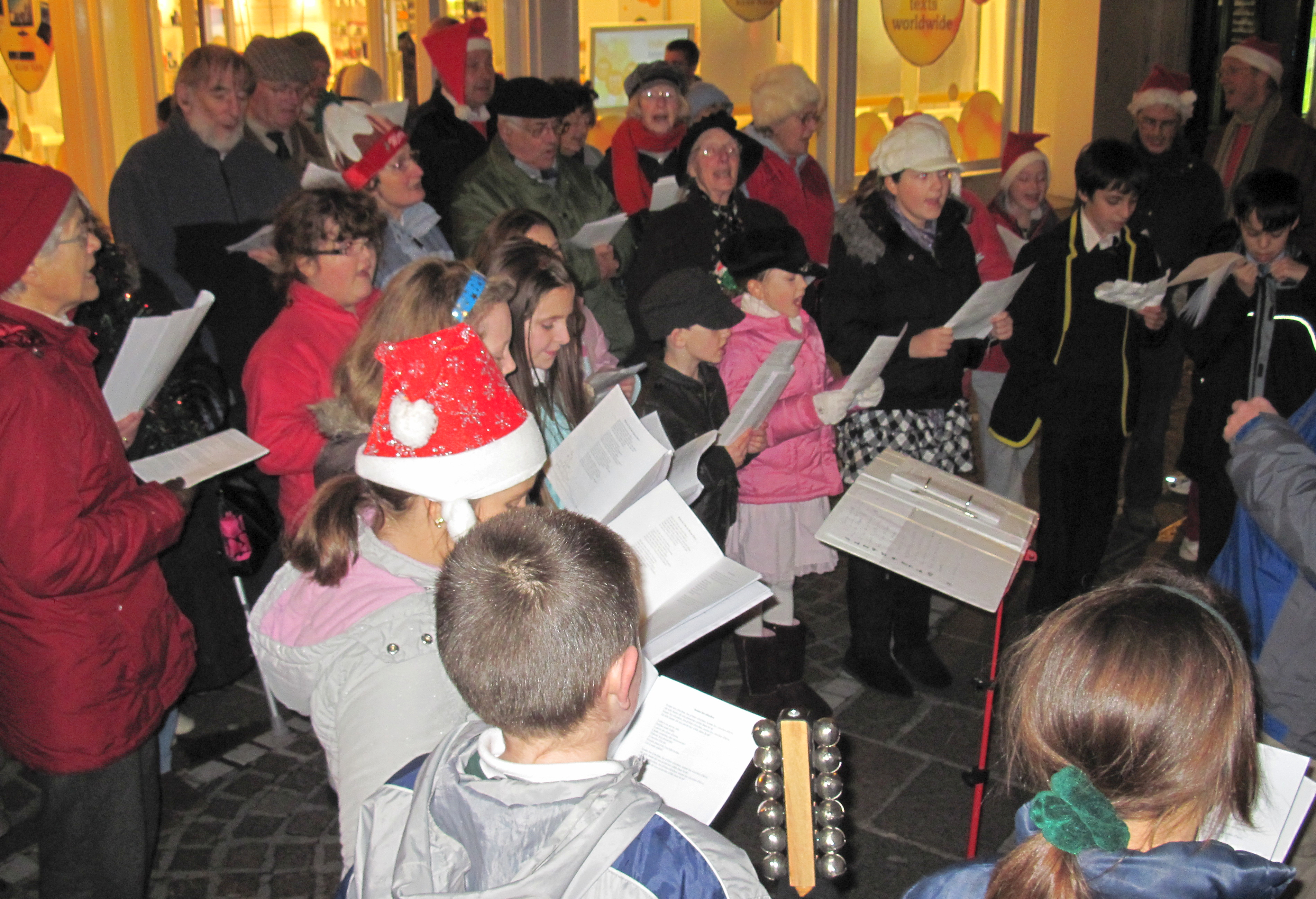
Colindători de Crăciun în insula Jersey, din Marea Britanie
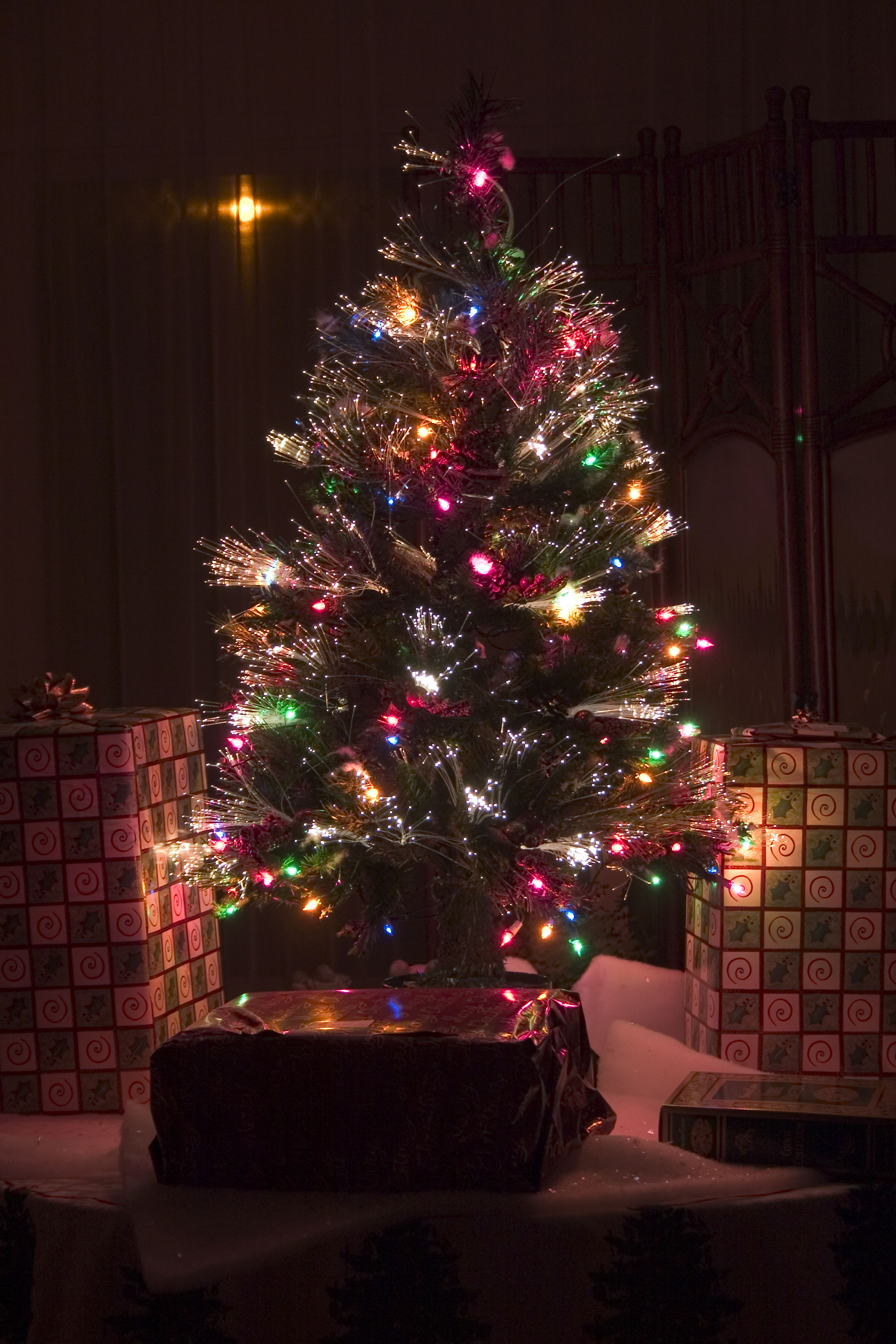
Un pom de Crăciun tradițional
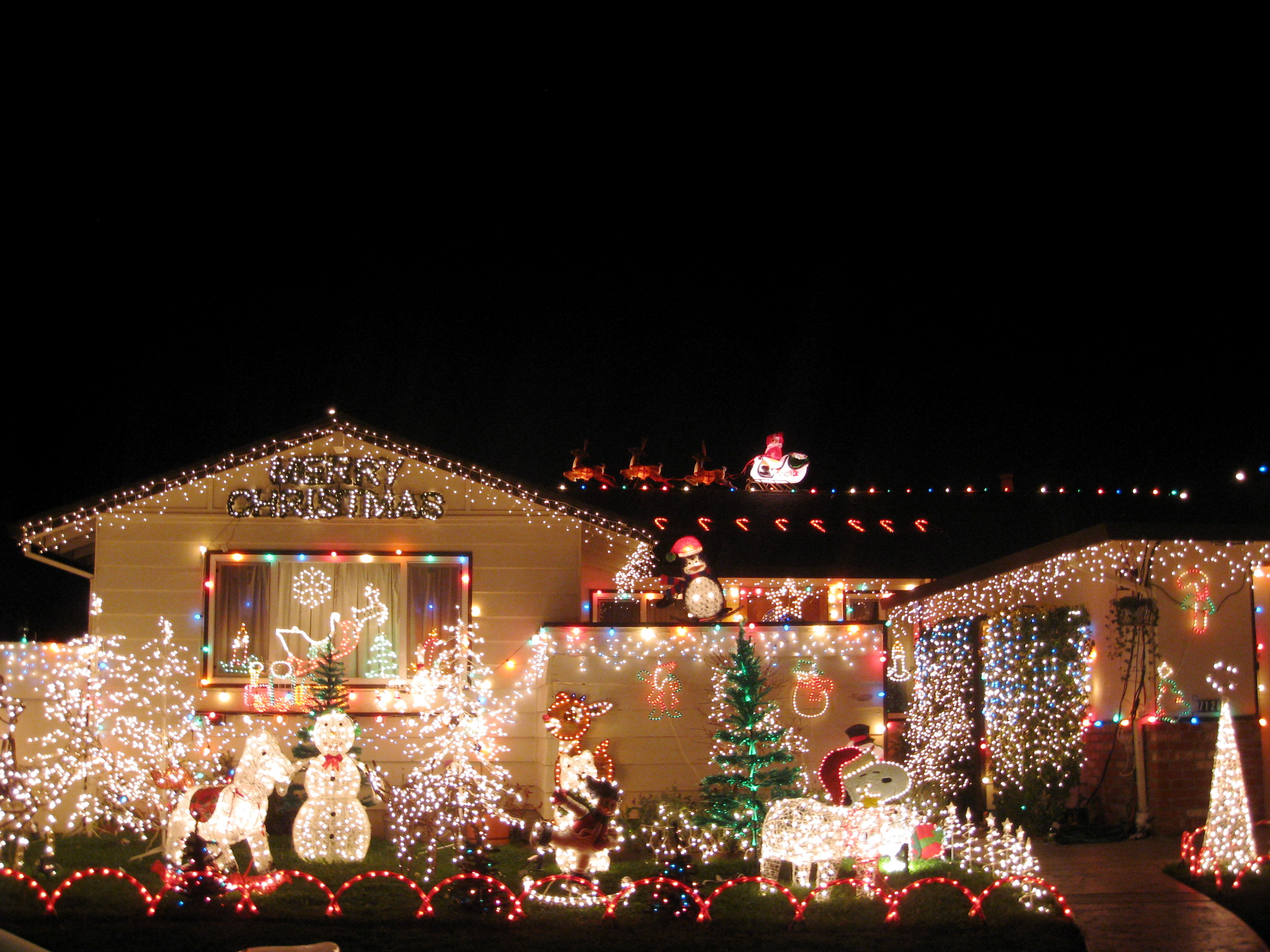
Decor de Crăciun al unei case din orașul Dublin (statul California, SUA)
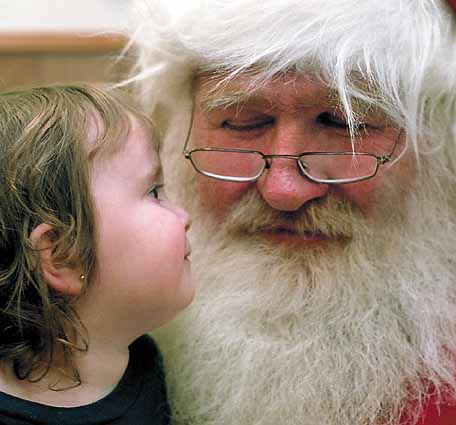
Portret modern al unui Moș Crăciun, ascultând dorințele celor mici
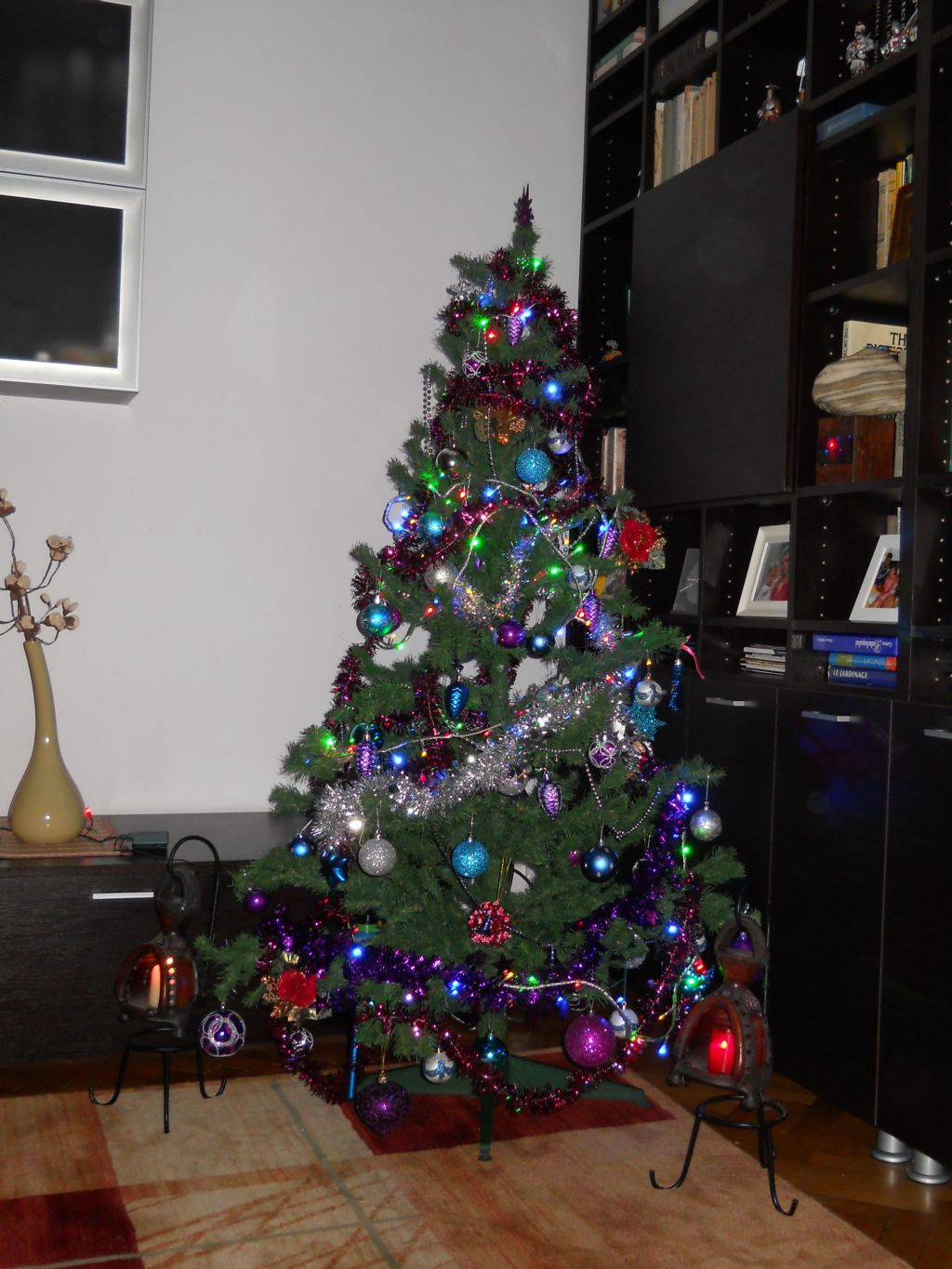
Pom de Crăciun din interiorul unui apartament din România